# Łubieński Hrabia

Herb

Łubieński Hrabia – polski herb hrabiowski, odmiana herbu Pomian, nadany w Prusach.

## Opis herbu
Opisy z wykorzystaniem klasycznych zasad blazonowania:
Tarcza pięciodzielna w krzyż z polem sercowym. W polu sercowym, srebrnym, łeb bawoli czarny, przeszyty mieczem w skos od góry, w polu I, czerwonym, baran srebrny, w polu II, błękitnym, łeb bawoli czarny, przeszyty mieczem w skos od góry, w polu III, złotym, jeździec na koniu srebrnym, w takiejże zbroi z mieczem wzniesionym do cięcia z tarczą błękitną z podwójnym krzyżem złotym, siodło i ogłowie czerwone z lamowaniem złotym, w polu IV, zielonym ze skosem czerwonym, obarczonym trzema różami złotymi, pod i nad skosem po jednym jeleniu naturalnym w skos. Nad tarczą korona hrabiowska, z której bezpośrednio klejnot: ramię zbrojne srebrne, z szablą w dłoni. Labrów brak. Trzymacze: dwaj rycerze w zbrojach srebrnych z pióropuszami - prawy z piórami czarnym czerwonym i czarnym, lewy na odwrót, trzymający w zewnętrznych dłoniach włócznię brązową o grocie srebrnym ze sznurem złotym.

## Najwcześniejsze wzmianki
Według Ostrowskiego pierwotnie tytuł hrabiowski otrzymał Feliks Franciszek Łubieński w Prusach 5 lipca 1798. Jego prawnuk, Józef Witold Łubieński otrzymał tytuł hrabiowski pruski 22 maja 1818. Następnie został on zatwierdzony 28 kwietnia 1844 w Rosji i 29 stycznia 1884 w Austrii.

## Herbowni
Jedna rodzina herbownych:
graf von Łubieński.

### Znani herbowni
- Feliks Franciszek Łubieński
- Tomasz Andrzej Łubieński
- Piotr Łubieński
- Bernard Alojzy Łubieński
- Henryk Łubieński
- Ludwik Łubieński
- Tomasz Łubieński (literat)
- Rula Lenska